# العلاقات الدنماركية الكرواتية
العلاقات الدنماركية الكرواتية هي العلاقات الثنائية التي تجمع بين الدنمارك وكرواتيا.

## مقارنة بين البلدين
هذه مقارنة عامة ومرجعية للدولتين:
| وجه المقارنة                                              | الدنمارك                                                     | كرواتيا                                                  |
| --------------------------------------------------------- | ------------------------------------------------------------ | -------------------------------------------------------- |
| المساحة (كم2)                                             | 42.92 ألف                                                    | 56.59 ألف                                                |
| عدد السكان (نسمة)                                         | 5.79 مليون                                                   | 4.11 مليون                                               |
| الكثافة السكانية (ن./كم²)                                 | 134.9                                                        | 72.63                                                    |
| العاصمة                                                   | كوبنهاغن                                                     | زغرب                                                     |
| اللغة الرسمية                                             | اللغة الدنماركية                                             | اللغة الكرواتية                                          |
| العملة                                                    | كرونة دنماركية                                               | كونا كرواتية                                             |
| الناتج المحلي الإجمالي (بليون دولار)                      | 324.87 مليار                                                 | 54.85 مليار                                              |
| الناتج المحلي الإجمالي (تعادل القوة الشرائية) بليون دولار | 278.61 مليار                                                 | 94.64 مليار                                              |
| الناتج المحلي الإجمالي الاسمي للفرد دولار أمريكي          | 51.99 ألف                                                    | 11.54 ألف                                                |
| الناتج المحلي الإجمالي للفرد دولار أمريكي                 | 45.54 ألف                                                    | 21.64 ألف                                                |
| مؤشر التنمية البشرية                                      | 0.900                                                        | 0.818                                                    |
| رمز المكالمات الدولي                                      | +45                                                          | +385                                                     |
| رمز الإنترنت                                              | .dk                                                          | .hr                                                      |
| المنطقة الزمنية                                           | توقيت وسط أوروبا، ت ع م+02:00، ت ع م+01:00، أوروبا/كوبنهاجن ‏ | توقيت وسط أوروبا، ت ع م+01:00، ت ع م+02:00، أوروبا/زغرب ‏ |

## مدن متوأمة
في ما يلي قائمة باتفاقيات التوأمة بين مدن دنماركية وكرواتية:
- ترتبط Gladsaxe Municipality [الإنجليزية]‏ مع سبليت باتفاقية توأمة منذ 1969.
- ترتبط Boller  [لغات أخرى]‏ مع دوبروفنيك باتفاقية توأمة.

## منظمات دولية مشتركة
يشترك البلدان في عضوية مجموعة من المنظمات الدولية، منها:
| علم المنظمة | اسم المنظمة                               | تاريخ انضمام الدنمارك | تاريخ انضمام كرواتيا |
| ----------- | ----------------------------------------- | --------------------- | -------------------- |
|             | حلف شمال الأطلسي                          | 4 أبريل 1949          | 1 أبريل 2009         |
|             | وكالة ضمان الاستثمار متعدد الأطراف        | 12 أبريل 1988         | 19 مارس 1993         |
|             | منظمة الشرطة الجنائية الدولية             | ?                     | ?                    |
|             | مجموعة الموردين النوويين                  | ?                     | ?                    |
|             | منظمة حظر الأسلحة الكيميائية              | ?                     | ?                    |
|             | منظمة التجارة العالمية                    | 1995                  | ?                    |
|             | الفريق المعني برصد الأرض                  | ?                     | ?                    |
|             | الأمم المتحدة                             | 24 أكتوبر 1945        | 22 مايو 1992         |
|             | مركز تنسيق الحركة في أوروبا ‏              | ?                     | ?                    |
|             | المنظمة الأوروبية لسلامة الملاحة الجوية   | 1994                  | 1997                 |
|             | مؤسسة التمويل الدولية                     | 20 يوليو 1956         | 25 فبراير 1993       |
|             | يونسكو                                    | 4 نوفمبر 1946         | 1 يونيو 1992         |
|             | مؤسسة التنمية الدولية                     | 30 نوفمبر 1960        | 25 فبراير 1993       |
|             | الاتحاد الأوروبي                          | 1973                  | 1 يوليو 2013         |
|             | منظمة الأمن والتعاون في أوروبا            | 25 يونيو 1973         | 24 مارس 1992         |
|             | الاتحاد الدولي للاتصالات                  | 1866                  | 3 يونيو 1992         |
|             | مجموعة أستراليا                           | 1985                  | 2007                 |
|             | مجلس أوروبا                               | ?                     | ?                    |
|             | اتفاقية السماوات المفتوحة                 | ?                     | ?                    |
|             | البنك الدولي للإنشاء والتعمير             | 30 نوفمبر 1960        | 25 فبراير 1993       |
|             | المركز الدولي لتسوية المنازعات الاستشارية | 24 مايو 1968          | 22 أكتوبر 1998       |
|             | الاتحاد البريدي العالمي                   | ?                     | ?                    |

## وصلات خارجية
- موقع وزارة الخارجية الدنماركية
- موقع وزارة الخارجية الكرواتية